# 昭島スーサイド☆クラブ
『昭島スーサイド☆クラブ』（あきしまスーサイド☆クラブ、Akishima Suicide Club）は、菅原キクによる日本の漫画作品。『チャンピオンRED』（秋田書店）において、2012年4月号から2013年2月号まで連載。単行本既刊1巻（2012年10月5日現在）。単行本第1巻のキャッチコピーは「平凡な街で平凡な少年が出会ったのは街を守る魔法使いの孤独な少女。今、世界を変える闘いが、夜の闇の中ではじまった-!」。

## あらすじ
平凡な高校生・佐倉涼介が夜の町で見かけた乱闘、そこでチンピラ相手に戦っていたのは、魔法少女の格好をした学年一の才媛・垣之上すうだった。自身が巻き込まれた乱闘に現れたすうたち昭島スーサイド☆クラブ（略称・ASC）の行動に心を動かされた涼介は、ASCの仲間に入り、死ぬ気で世界を変える活動に身を投じるのであった。

## 登場人物
佐倉 涼介（さくら りょうすけ）
本作品の主人公。16歳の高校生。平凡な少年であったが、「負けっぱなしの敗者」として鬱屈した日々を送っていた。
「敗者ヅラした勝者」である引きこもりの兄の命令で、夜の町に買出しに出たときに、黒岩軍団と呼ばれる同じ高校の不良たちと戦う「魔法少女のコスプレ」をした少女と春夫を見かける。翌日、少女がすうであることに確信を持ち、質問を行うがその際のやり取りでは悪印象を持った。
黒岩軍団の悪事に巻き込まれかけたとき、再び魔法少女のすうと春夫が乱入する。涼介はすうをかばって殴られるが「スゲエ」と感じ、騒動の一段落後、すうらと話し、自分を仲間に入れてくれないかと伝えた。
すうからの、何故ASCの活動に参加しようと思ったのか、という質問に「やなこと全部、違う!!」という思いを抱いたことを伝える。これはすうの思いと同じであった。
活動のあまりの過激さに仲間に入ったことを後悔したり、実際に学校を休んでしまったり、自身も認めている通り、知力・体力とも普通であるが、いざとなると男気を見せる。
垣之上 すう（かきのうえ すう）
本作品のヒロイン。涼介のクラスメートで、ASCの結成者。普段は眼鏡をかけており、物静かな「学年一の才媛」である。
ASCの活動時には「魔法少女ケアリー☆マジック」と名乗り、大きな赤いリボンに黒いマント、白い上着とミニスカート、魔法の杖を手にした魔法少女のいでたちで、箒を武器に戦う。
戦う理由は「世界に違うというため」。涼介のASC参加の理由を聞き、「一緒だ」と思い嬉しさを感じている。
箒に乗って空を飛んでいる描写が見られるが、これが本物の魔法か否か、また何故魔法少女の格好をしているのかなどは明らかにされていない。
宍戸 春夫（ししど はるお）
涼介とすうのクラスメートで、ASCのメンバーの1人。鋭い眼つきに長髪、あご髭という見掛けと、実際に喧嘩も強い「地域最強の男」。だが実は気遣いも出来、また妹・春菜想いの大変優しい人物である。但し春菜に関しては大切にする余り過激な言動に出てしまうこともある。
ASCへの参加について、涼介からの何故活動に付き合っているのかとの問いには、「最初は恩」と答え、今の理由は答える前に急用が入り回答していない。
涼介にはASCの活動を「浮かれ気分」では出来ないと忠告する。また心配もしている。
すうについては「おっかない女」と思っている。
宍戸 春菜（ししど はるな）
春夫の妹で、ASCのメンバーの1人。中学1年生。涼介いわく「どエライ美少女」。耳が不自由で会話は筆談で行うが、大変にきつい言い回しをする。
涼介とは、ASCとしての単独行動を行っていた時に偶然に出遭う。その際（春菜いわく）涼介のせいで川に落ちるが、それをきっかけに春菜の探索活動を手伝うこととなる。
黒岩軍団（くろいわぐんだん）
校内の「チンピラ」。坊主頭で顔に傷を持つ黒岩を筆頭に、10人程度で町にたむろしている。メンバーに涼介の中学校時代の先輩がおり、その男たち経由で犯罪（万引き）に巻き込まれかけるが、涼介は万引きを行わずに商品を購入し、その商品を差し出した。黒岩らに馬鹿にされたところで涼介が発した「クソったれ」の一言を切っ掛けに乱闘になるが、ここにすうらASCが乱入、涼介がASCに参加する切っ掛けとなる。

## 用語
昭島スーサイド☆クラブ（あきしまスーサイド☆クラブ）
すうを筆頭に「勝手に死ぬ気で町を守る」クラブ。略称は「ASC」。すういわく、活動理念は「死ぬ気で世界を変える」ことである。

## 書誌情報
- 菅原キク 『昭島スーサイド☆クラブ』 秋田書店〈チャンピオンREDコミックス〉、既刊1巻（2012年10月5日現在）。
  1. 第1巻、2012年10月5日初版発行、2012年9月20日発売 ISBN 978-4-253-23556-3 - カバー下の本体表紙におまけ4コマなどの描き下ろしページあり。